# Amado Paulino y Hernandez
Amado Paulino y Hernandez (ur. 4 września 1918 w Bustos, zm. 9 marca 1985 w Manili) – filipiński duchowny rzymskokatolicki, biskup pomocniczy Manili w latach 1969–1985.

## Życiorys
Amado Paulino y Hernandez urodził się 9 marca 1985 w Bustos w prowincji Bulacan, na wyspie Luzon. Formację kapłańską otrzymał w seminarium duchownym w Manili. Święcenia prezbiteratu przyjął 21 września 1946.
25 lutego 1969 papież Paweł VI prekonizował go biskupem pomocniczym Manili ze stolicą tytularną Carinola. Święcenia biskupie otrzymał 27 maja 1969 w archikatedrze Niepokalanego Poczęcia NMP. Udzielił mu ich kardynał Rufino Santos, arcybiskup metropolita Manili, w asyście biskupów pomocniczych Manili: Hernando Antiporda i Artemio Casas.
Zmarł nagle 9 marca 1985 w Manili.